# マルコ・ポドラシュチャニン
マルコ・ポドラシュチャニン（セルビア語: Марко Подрашчанин、1987年8月29日 - ）は、セルビアの男子バレーボール選手。ノヴィ・サド出身。ポジションはミドルブロッカー。セルビア代表。

## 来歴
2005年、セルビアリーグのヴォイヴォディナ・ノヴィサドへ入団。同年ジュニア代表として2005年U-21世界選手権に出場し、ベストブロッカー部門4位の成績を収めた。翌2006年、ナショナルチーム代表に選出され、セルビア・モンテネグロ最後の国際大会となった2006年世界選手権に19歳で出場。シドニーオリンピック金メダリストのベテランメンバーとともに、レギュラーで出場した。
2007年にイタリアへ渡り、セリエA・コリリアーノへ移籍。2008年ワールドリーグではチームにとって3年ぶりとなる準優勝に貢献し、自身もベストブロッカー賞を受賞した。同年セルビア代表として、2008年北京オリンピックに出場。同年セリエAのマチェラータへ移籍した。

## 球歴
- オリンピック - 2008年（5位）
- 世界選手権 - 2006年（4位）、2010年（銅メダル）
- ワールドリーグ - 2008年、2009年（準優勝）、2007年（9位）
- 欧州選手権 - 2007年（3位）、2009年（5位）、2011年（優勝）

## 所属クラブ
- ヴォイヴォディナ・ノヴィサド （2005-2007年）
- バレー・コリリアーノ （2007-2008年）
- ルーベ（2008-2016年）
- シル・サフェーティ・ペルージャ（2016-2020年）
- トレンティーノ・バレー（2020-）